# Montréal la blanche
Pour plus de détails, voir Fiche technique et Distribution.
Montréal la blanche est un film de Noël québécois réalisé par Bachir Bensaddek sorti en 2016 et mettant en vedette Rabah Aït Ouyahia et Karina Aktouf.
Le film est une adaptation de l'œuvre théâtrale Montréal la blanche écrite par Bachir Bensaddek montée en 2004 au Monument-National de Montréal. Il s'agit du premier long métrage du réalisateur. 

## Synopsis
À l'approche de Noël, un chauffeur de taxi montréalais d'origine algérienne fait monter une femme à la recherche de son ex-mari qui doit lui céder la garde de leur fille pour la soirée. Le chauffeur reconnaît cette femme comme une chanteuse algérienne qu'on croyait assassinée. Il l'aidera par ses nombreux contacts dans cette recherche. Cependant, des souvenirs de sa vie passée en Algérie qui le hantent toujours, resurgiront.   

## Fiche technique
Source : IMDb et Films du Québec
- Titre original : Montréal la blanche
- Réalisation : Bachir Bensaddek
- Scénario : Bachir Bensaddek, d'après son œuvre théâtrale éponyme
- Musique : Nedjim Bouizzoul
- Direction artistique : Éric Barbeau
- Costumes : Valérie Gagnon-Hamel
- Maquillage et coiffure : Tammy-Lou Pate
- Photographie : Alex Margineanu
- Son : Stéphane Barsalou, Martin Pinsonnault, Christian Rivest
- Production : Stéphane Tanguay, Cédric Bourdeau
- Société de production : Productions Kinésis
- Société de distribution : K-Films Amérique
- Pays de production :  Canada
- Langue originale : français
- Format : couleur
- Genre : drame psychologique
- Durée : 87 minutes
- Dates de sortie :
  - Pays-Bas : 1er février 2016 (première mondiale au Festival international du film de Rotterdam)
  - Canada : 18 mars 2016 (sortie en salle au Québec)
  - Canada : 9 août 2016 (DVD)

## Distribution
- Rabah Aït Ouyahia : Amokrane
- Karina Aktouf : Kahina Kateb
- Reda Guerinik : Djamel
- Elkahna Talbi : Aicha, femme d'Amokrane
- Mohammed Aït Ouyahia : Amokrane (jeune)
- Hacène Benzérari : Slimane, père d'Amokrane
- Amira Sebki : Hadja, mère d'Amokrane
- Med Aziz Bessaied : Belaïd
- Dorsaf Bachtobji : Leila
- Ayoub Jawadi : islamiste 1
- Emir Sghairi : islamiste 2
- Yalda Heck Zolfaghari : Sarnia, fille de Kahina
- Pierre Lebeau : le père Noël
- Nicolas Chabot : le lutin
- Omar Arhab  : Arezki, « le prof », propriétaire du café
- Hynda Benabdallah : Zohra, fille de Arezki
- Karim Benzaïd : Boualem Facebook
- François Arnaud : jeune client impoli expulsé
- Cynthia Wu-Maheux : Cynthia, cliente originaire de Gaspésie

## Distinctions

### Nominations
- 2017 : Prix Écrans canadiens du meilleur scénario adapté : Bachir Bensaddek